# Meds
Meds (с англ. — «Лекарства») — пятый студийный альбом британской альтернативной рок-группы Placebo. Релиз альбома состоялся 13 марта 2006 года на лейбле Virgin Records. В Великобритании выходу альбома предшествовал сингл «Because I Want You», в других странах первым синглом был «Song To Say Goodbye», который вышел 6 марта.
17 января 2006 года альбом был украден из интернет-магазина iTunes и получил нелегальное распространение в сети Интернет.
В записи альбома приняли участие Майкл Стайп из R.E.M. и Элисон Моссхарт из The Kills.

## Запись альбома
Группа планировала записать более электронный звук, сосредоточенный на клавишных для своего нового альбома; однако продюсер Дмитрий Тиковой предложил вернуться к основам, о которых Брайан Молко рассказал в интервью для журнала Zero: 

На самом деле это была просьба дня нашего продюсера, о которой мы на самом деле не знали, пока не попали в студию. […] Мы были в месте, где очень много было семплеров, компьютеров и старинных синтезаторов. Эта сессия записи действительно превратилась в повторную игру. Мы были в старой студии, так что не было никаких реальных способов, за которыми можно было бы спрятаться.
О концепции альбома Молко сказал следующее: 

Я считаю, есть много песен о вреде и последствиях злоупотребления алкоголя. […] Песня «Infra-Red» как раз об этом, когда ты очень пьян, и у тебя что-то на уме, и появляется это «мстительное» качество. Вы начинаете думать о людях, которые поступили с вами неправильно, и хотите исправить ситуацию.
 В альбоме упоминаются разные фармацевтические препараты, о чём свидетельствует название альбома Meds и его заглавный трек. Молко открыто говорил о своём рекреационном употреблении наркотиков. Молко признал в 2003 году, что многие из его первоначальных эксцессов были вызваны проблемами с психическим здоровьем: ему был официально поставлен диагноз БДР в возрасте около тридцати лет. В 2016 году он заявил, что полностью отказался от наркотиков после записи и выпуска альбома.

### Уход Стиви Хьюитта
Отношения между Стивом Хьюиттом и остальными участниками группы стали напряжёнными во время записи Meds, и в конце концов, в октябре 2007 года группа объявила о его уходе. Молко прокомментировал это так: 

Быть в группе очень похоже на брак, и в парах — в данном случае тройных — люди могут отдаляться друг от друга с годами. Сказать, что вы больше не любите своего партнера, неверно, учитывая все, через что вы прошли и чего достигли вместе. Просто наступает момент, когда вы понимаете, что хотите от ваших отношений совсем другого и что вы больше не можете жить, так сказать, под одной крышей.
 Олсдал прокомментировал: 

Мы не могли дальше быть со Стивом Хьюиттом. У нас больше не было ни одних и тех же целей, ни одного и того же видения. Нам пришлось расстаться. Всё пошло не так во время тура по Meds. […] Между нами не было никакой связи. Брайан и я — одно целое, но в какой-то момент мы даже больше не разговаривали друг с другом. Мы поняли, что группа умирает. Чтобы иметь возможность продолжать, всё должно было измениться.
 По словам Хьюитта его уволили: «Алекс Уэстон, наш менеджер, […] вызвал меня в офис и сказал, что я больше не в группе. И это всё. Меня выгнали». Хьюитт утверждает, что было «очень обидно» и «разочаровывающе» быть изгнанным таким образом после того, как он был в группе более десяти лет. В начале 2008 года Хьюитт основал группу Love Amongst Ruin, переключившись на гитару и исполняя вокальные партии. В августе 2012 года он стал барабанщиком реформированной группы Six by Seven.

## Выпуск и продвижение
В сентябре 2005 года Placebo завершили этап записи своего пятого студийного альбома, который был спродюсирован Дмитрием Тиковым и выпущен 13 марта 2006 года. Альбом также был выпущен ограниченным тиражом, содержащим документальный фильм, тексты песен, видео с живых выступлений группы, три демо-версии и песню «Long Division». Версия, выпущенная в США, содержала два бонус-трека «Running Up That Hill» и «UNEEDMEMORETHANINEEDU», но не включала «In the Cold Light of Morning» по требованию Молко, который отказался подвергать песню цензуре. Ведущим синглом на британском рынке был «Because I Want You», в то время как в остальном мире первым синглом была «Song to Say Goodbye».
Альбом был выпущен с системой защиты от копирования («Copy Control»)в некоторых регионах. Чилийское двухдисковое издание включает бонус-диск с треками, записанные вживую в культурном центре Мапочо, Сантьяго, 1 и 2 апреля 2005 года, под названием «Live in Chile».
Версия для американского релиза имеет разные аранжировки различных треков; например, в ней отсутствует глокеншпиль в песне «Pierrot the Clown».
Альбом Meds «слили» в Интернет 17 января 2006 года за два месяца до официальной даты выпуска. Предполагалось, что утечка приведёт к серьёзной потере прибыли звукозаписывающим лейблом группы Virgin Records. Тем не менее, в большинстве стран альбом занял хорошее место: № 1 во Франции, № 4 в Австралии и № 7 в Великобритании.
В 2007 году Placebo присоединились к таким группам, как Linkin Park, My Chemical Romance, Taking Back Sunday и прочие для ежегодного тура Projekt: Revolution. После тура Virgin Records выпустили EP — Extended Play '07 в качестве «простого введения» для новых поклонников в прошлое десятилетие музыки группы. В сборник вошли восемь песен: «Nancy Boy», «Every You Every Me», «Taste in Men», «The Bitter End», «Meds», «Pure Morning», «Infra-Red» и «Running Up That Hill».

## Приём критиков
| Совокупная оценка | Совокупная оценка |
| Источник          | Оценка            |
| ----------------- | ----------------- |
| Metacritic        | 65/100            |
| Оценки критиков   |                   |
| Источник          | Оценка            |
| AllMusic          | [ 27 ]            |
| Alternative Press | [ 28 ]            |
| Роберт Кристгау   | mixed             |
| Mojo              | [ 30 ]            |
| NME               | 8/10              |
| Pitchfork         | 5.1/10            |
| PopMatters        | 4/10              |
| Q                 | [ 34 ]            |
| Rolling Stone     | [ 35 ]            |
| Slant             | [ 36 ]            |

Альбом Meds получили в целом благоприятный приём от критиков, хотя несколько рецензентов прокомментировали отсутствие расхождений в альбоме с устоявшимся звучанием группы.
Рецензент журнала Pitchfork Джо Тангари высказал мнение, что «аранжировки и записи настолько герметичны, что в них можно задохнуться, а дисторшны строго сжаты и аккуратно контролируются». В заключении Тангари сказал: «Meds — не ужасный альбом, но в нём тоже очень мало поводов для волнения, и рассчитанное озорство Placebo не более убедительно, чем когда-либо». Джонатан Киф из Slant Magazine написал: «Meds находит успешную группу, которая немного возится со своей проверенной формулой […] и пытается выдать слишком много звуковых треков за тематическую согласованность». Дэн Рэпер из PopMatters написал: «Meds окутан утончённым блеском полностью созданной группы; продвигаясь в одних областях, довольствуясь тем, чтобы полагаться на устоявшиеся конструкции и мелодичные элементы в других. Если вы не испытали знакомый цикл „увлечения-разочарования-безразличия“ с Placebo, то вы могли бы найти эти песни приятными, временами даже волнующими. Но я только что достиг заключительной стадии этого цикла, и ничто здесь не заставляет меня пересмотреть своё решение».
Маккензи Уилсон из AllMusic назвал Meds «такими же голыми и честными, какими когда-либо были Placebo, благодаря прямолинейному подходу французского продюсера Дмитрия Тикового, который помог группе записать настоящий рок-альбом», отметив, что «здесь есть свежая уязвимость и чувство опасности». Роберт Кристгау, будучи оставив смешанное мнение в своей рецензии, назвал Meds «лёгким из самых эффективным альбомом», в то время как журнал Q назвал его «лёгким их самым сфокусированным альбомом на сегодняшний день». На musicOMH писали: «более мрачный и мучительный, чем его предшественники, Meds настолько близок к тому, чтобы Placebo подошли к этому идеальному альбому».
В разговоре с обозревателем Тони Брайтоном из Kerrang! в июне 2009 года Брайан Молко вспоминал: «Это было началом конца группы [барабанщик Стив Хьюитт ушёл после её релиза], и мы справились с этим, максимально обезболив себя. Когда мы со Стефом слышим треки с альбома, мы смотрим друг на друга и спрашиваем: „Эм… кто и что сыграл в этой песне?“ Там есть такие моменты, как в „In the Cold Light of Morning“, которые сейчас больно слушать. Я не знаю, были ли мы когда-нибудь так подавлены раннее. Я думаю, что это очень сильная запись, эмоционально, и, несмотря на обстоятельства, при которых она была сделана, она выполнена совершенно идеально. Это просто очень мрачно и не вселяет особой надежды».

## Список композиций
Слова и музыка всех песен — Placebo, если не указано другое.
| №   | Название                                                 | Длительность |
| --- | -------------------------------------------------------- | ------------ |
| 1.  | «Meds» (совместно с Элисон «VV» Моссхарт из The Kills)   | 2:55         |
| 2.  | «Infra-Red»                                              | 3:15         |
| 3.  | «Drag»                                                   | 3:21         |
| 4.  | «Space Monkey»                                           | 3:51         |
| 5.  | «Follow the Cops Back Home»                              | 4:39         |
| 6.  | «Post Blue»                                              | 3:11         |
| 7.  | «Because I Want You»                                     | 3:22         |
| 8.  | «Blind»                                                  | 4:01         |
| 9.  | «Pierrot the Clown»                                      | 4:22         |
| 10. | «Broken Promise» (совместно с Майклом Стайпом из R.E.M.) | 4:10         |
| 11. | «One of a Kind»                                          | 3:20         |
| 12. | «In the Cold Light of Morning»                           | 3:52         |
| 13. | «Song to Say Goodbye»                                    | 3:36         |

| №   | Название                                   | Автор(ы)  | Длительность |
| --- | ------------------------------------------ | --------- | ------------ |
| 1.  | «Meds» (featuring Alison Mosshart)         |           | 2:55         |
| 2.  | «Infra-Red»                                |           | 3:15         |
| 3.  | «Drag»                                     |           | 3:21         |
| 4.  | «Space Monkey»                             |           | 3:51         |
| 5.  | «Follow the Cops Back Home»                |           | 4:39         |
| 6.  | «Post Blue (Dave Bascombe Mix)»            |           | 3:11         |
| 7.  | «Because I Want You»                       |           | 3:22         |
| 8.  | «Blind»                                    |           | 4:01         |
| 9.  | «Lazarus»                                  |           | 3:23         |
| 10. | «Pierrot the Clown»                        |           | 4:22         |
| 11. | «Broken Promise» (featuring Michael Stipe) |           |              |
| 12. | «One of a Kind»                            |           | 3:20         |
| 13. | «Song to Say Goodbye»                      |           | 3:36         |
| 14. | «UNEEDMEMORETHANINEEDU»                    |           | 3:30         |
| 15. | «Running Up that Hill»                     | Kate Bush | 4:56         |

| №  | Название                      | Длительность |
| -- | ----------------------------- | ------------ |
| 1. | «This Picture»                |              |
| 2. | «Special Needs»               |              |
| 3. | «Protect Me From What I Want» |              |
| 4. | «I Do»                        |              |
| 5. | «Black-Eyed»                  |              |
| 6. | «Pure Morning»                |              |
| 7. | «English Summer Rain»         |              |
| 8. | «Twenty Years»                |              |
| 9. | «Nancy Boy»                   |              |

Замечание: В некоторых регионах этот альбом выпущен с системой защиты Copy Control.
Special Edition bonus DVD
- Lyrics in virtual booklet
- «The Death of Nancy Boy» (documentary) — 8:51
- «Twenty Years» (live at Wembley 05.11.04) (video) — 6:05
- «If Only Tonight We Could Sleep» (featuring The Cure) (video) — 4:06
- «Backstage at Live 8» — 4:19
- «Long Division» — 2:44
- «In the Cold Light of Morning» (demo) — 4:27
- «I Do» (demo) — 2:32
- «Pierrot the Clown» (demo) — 4:58

## Участники записи
- Брайан Молко — вокал, гитара, клавишные
- Стефан Олсдал — бас-гитара, гитара, клавишные, бэк-вокал
- Стив Хьюитт — ударные

## Чарты
| Чарт (2006 г.)                         | Позиция в чарте |
| -------------------------------------- | --------------- |
| Австралия (ARIA)                       | 4               |
| Австрия (Ö3 Austria)                   | 1               |
| Бельгия/Фландрия (Ultratop)            | 1               |
| Бельгия/Валлония (Ultratop)            | 1               |
| Дания (Hitlisten)                      | 20              |
| Нидерланды (Album Top 100)             | 10              |
| Финляндия (Suomen virallinen lista)    | 3               |
| Франция (SNEP)                         | 1               |
| Германия (Offizielle Top 100)          | 2               |
| Greek Albums (IFPI)                    | 3               |
| Ирландия (IRMA)                        | 21              |
| Италия (Classifica album)              | 4               |
| Новая Зеландия (RMNZ)                  | 24              |
| Норвегия (VG-lista)                    | 12              |
| Polish Albums (ZPAV)                   | 10              |
| Португалия (AFP)                       | 3               |
| Шотландия (Scottish Albums Chart)      | 6               |
| Испания (PROMUSICAE)                   | 27              |
| Швеция (Sverigetopplistan)             | 33              |
| Швейцария (Schweizer Hitparade)        | 1               |
| Великобритания (UK Albums Chart)       | 7               |
| США (Billboard 200)                    | 180             |
| США (Billboard Top Heatseekers Albums) | 9               |

| Чарт (2006 г.)                     | Позиция |
| ---------------------------------- | ------- |
| Austrian Albums (Ö3 Austria)       | 35      |
| Belgian Albums (Ultratop Flanders) | 19      |
| Belgian Albums (Ultratop Wallonia) | 8       |
| French Albums (SNEP)               | 34      |
| German Albums (Offizielle Top 100) | 33      |
| Swiss Albums (Schweizer Hitparade) | 36      |

## Сертификации
| Регион | Сертификация | Продажи   |
| --- | ------------ | --------- |
| Австрия (IFPI Austria)                                                                                                   | Золотой      | 15 000*   |
| Бельгия (BEA) | Золотой      | 25 000*   |
| Франция (SNEP) | Платиновый   | 200 000*  |
| Германия (BVMI) | Платиновый   | 200 000^  |
| Греция (IFPI Greece) | Золотой      | 7500^     |
| Россия (NFPF) | Золотой      | 10 000*   |
| Швейцария (IFPI Switzerland)                                                                                             | Платиновый   | 30 000^   |
| Великобритания (BPI) | Золотой      | 100 000^  |
| Итого |              |           |
| По всему миру | н/д          | 1,100,000 |
| * Данные о продажах приведены только на основе сертификации. ^ Данные о тиражах приведены только на основе сертификации. |              |           |